# العلاقات السعودية الكوسوفية
العلاقات السعودية الكوسوفية هي العلاقات الثنائية بين جمهورية كوسوفو والمملكة العربية السعودية؛ حيث لدى المملكة العربية السعودية سفارة في جمهورية كوسوفو ولدى جمهورية كوسوفو سفارة في الرياض. أكثر من 90٪ من سكان كوسوفو والسعودية مسلمين.

## الإعتراف بكوسوفو
أعلنت كوسوفو استقلالها عن صربيا في 17 فبراير 2008م، وكانت المملكة العربية السعودية واحدة من الدول الإسلامية الرئيسية التي دعت للاعتراف بجمهورية كوسوفو في 25 مايو 2009م للدورة الـ36 لمنظمة التعاون الإسلامي في دمشق، ولكن قوبل بالرفض من بعض الدول الأعضاء مثل سوريا ومصر وأذربيجان. وأعترفت المملكة العربية السعودية بجمهورية كوسوفو في 20 أبريل 2009م. وأصدرت وزارة الخارجية السعودية بيان كتب فيه: «تقديراً من حكومة المملكة العربية السعودية للروابط الدينية والثقافية بشعب كوسوفو، واحتراماً منها لإرادته بالاستقلال، فإن المملكة تعلن عن اعترافها بجمهورية كوسوفو، وتأمل أن تسهم هذه الخطوة في تعزيز أمن واستقرار وازدهار كوسوفو والدول المجاورة لها». كوسوفو خططت لفتح سفارة في الرياض. وفي 22 ديسمبر 2009 قدم السفير السعودي عبد الله عبد العزيز أوراق اعتماده لرئيس كوسوفو فاتمير سيديو.

## الدعم
السعودية دعمت كوسوفو في محكمة العدل الدولية وتطرقت إلى شرعية استقلال كوسوفو، وأيضاً السعودية أكبر الداعمين لكوسوفو في حرب 1999م، وبعد الاستقلال كانت السعودية أكبر الداعمين للمنظمات الإسلامية في جمهورية كوسوفو.